# Inmigración belga en Guatemala
La inmigración belga en Guatemala se refiere al movimiento migratorio desde Bélgica hacia la República de Guatemala.

## Historia
En 1842, había arribado a Centroamérica un barco enviado por el monarca Leopoldo I de Bélgica. Cuando los belgas observaron las riquezas naturales que poseía la región de Izabal, decidieron establecerse en Santo Tomás de Castilla y construir infraestructura en la región. El entonces presidente Rafael Carrera y Turcios, aconsejado por Juan José de Aycinena y Piñol les dio la región a perpetuidad a cambio de que la compañía pagara dieciséis mil pesos cada año al gobierno de Guatemala. Los colonos tenían que convertirse al catolicismo y adoptar la ciudadanía guatemalteca, pero tenían el privilegio de tener su propio gobierno. También se comprometieron a dar al gobierno guatemalteco dos mil fusiles, a construir un puente de metal sobre el río Motagua y a construir un puerto en la bahía de Amatique, en la localidad de Santo Tomás de Castilla. Además de las obras de infraestructura, Carrera consideraba que la colonia de belgas católicos era una buena contención a las pretensiones de los británicos protestantes y su contrabando comercial en Belice.
En 1844, el distrito de Santo Tomás de Castilla fue colonizado por la Comunidad de la Unión, patrocinada por la Compañía Belga de Colonización; el gobierno del Estado de Guatemala, había concedido el distrito de Santo Tomás a dicha compañía por medio del decreto de la Asamblea Constituyente de Guatemala el 4 de mayo de 1843.
Los primeros setenta y seis colonos arribaron junto con los fusiles prometidos y los primeros sacerdotes jesuitas que regresaban a Guatemala desde 1765; el representante de la colonia, Remy de Puydt prometió que otros setecientos colonos arribarían en los próximos meses e iniciarían los trabajos a que se comprometió para obtener la concesión. Se estableció así la colonia belga en Guatemala, pero las condiciones del área eran inhóspitas y empezaron a mermar rápidamente la salud de los belgas. Para 1850, la colonia ya había fracasado, las obras de infraestructura prometidas no se construyeron, y los colonos belgas se habían dispersado al interior de la República de Guatemala.
Posteriormente, en junio de 1848, se inició un proyecto de Bélgica e Inglaterra como iniciativa del rey Leopoldo I de Bélgica y aprobado por Mariano Gálvez y después por el gobierno de Rafael Carrera (lo que hizo posible su continuación). El proyecto se trató de construir vías marítimas para facilitar la exportación del café, que unía los ríos Motagua y Polochic, ya que los ingleses y belgas estuvieron muy interesados en las riquezas naturales de Izabal y Baja Verapaz donde cruzaban los ríos. Los primeros navíos que entraron en Santo Tomás de Castilla (Izabal) fueron Theodore, Louise Marie y Ville de Bruxelles en el cual la mayor parte de los colonos eran belgas, seguido por los ingleses y franceses, y un número pequeño de alemanes y holandeses. Pronto Santo Tomas de Castilla se convertiría en un importante poblado belga donde también se desarrollaba el café. Lamentablemente, debido a las infestaciones climáticas muchos colonos fallecieron por enfermedades, además se perdieron muchas plantaciones. El proyecto decayó ya que los nuevos gobiernos del país se encantaron más por los nuevos proyectos que tenía Alemania con Cobán, Alta Verapaz, dejando en olvido el proyecto de Bélgica e Inglaterra.
Hacia los años 1880, durante el gobierno liberal de Justo Rufino Barrios, se fomentó la inmigración europea, incluyendo a los belgas. Arribaron inmigrantes por la crisis económica y alimentaria del siglo XIX y, en años recientes, por motivos económicos y comerciales de inversionistas.